# 기술의 역사

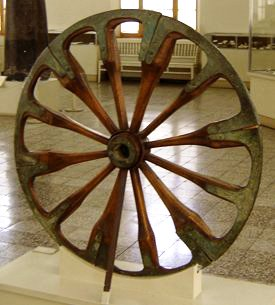

기술사(技術史, history of technology)는 도구와 기법의 발명의 역사이며, 세계의 역사와 다양한 형태로 연결되어 있다. 사람들은 지식을 기반으로 새로운 것을 만들어 낸다. 반대로 기술의 진화가 지식의 원천인 과학의 진보를 가능하게 하는 측면도 있다.
기술의 역사는 인간이 도구와 기술을 발명한 역사이다. 기술에는 단순한 석기 도구부터 1980년대 이후 등장한 복잡한 유전공학 및 정보 기술에 이르는 방법이 포함된다. 기술의 영단어 테크놀로지(technology)는 예술과 기술을 의미하는 그리스어 techne와 말과 연설을 의미하는 logos라는 단어에서 유래되었다. 처음에는 응용미술을 설명하는 데 사용되었지만 이제는 우리 주변 환경에 영향을 미치는 발전과 변화를 설명하는 데 사용된다.
새로운 지식은 사람들이 새로운 도구를 만들 수 있게 해 주었고, 반대로 많은 과학적 노력은 새로운 기술, 예를 들어 자연 감각보다 더 자세히 자연을 연구할 수 있게 해주는 과학 기구를 통해 가능해졌다.
기술의 대부분은 응용과학이기 때문에 기술의 역사는 과학사와 연결된다. 기술은 자원을 사용하기 때문에 기술사는 경제사와 긴밀하게 연결되어 있다. 이러한 자원으로부터 기술은 일상 생활에서 사용되는 기술적 인공물을 포함한 다른 자원을 생산한다. 기술 변화는 사회의 문화적 전통에 영향을 미치고 영향을 받는다. 이는 경제성장을 위한 힘이자 경제, 정치, 군사력과 부를 발전시키고 투사하는 수단이다.

## 같이 보기
- 수학사
- 철학사
- 과학사
- 발명사 연표
- 정신사
- 기술철학
- 와해성 기술
- 단순 기계